# Зувара
Зува́ра, ранее — Зуара (араб. زوارة‎) — административный центр муниципалитета Эн-Нугат-эль-Хумс, Ливия. Население — 39 561 чел. (на 2010 год).

## История
Берберское племя Звара было упомянуто арабским географом Аль-Бакри в 11 веке. Город, как таковой, впервые упоминался путешественником аль-Тиджани в 1306—1309 годах. В 1912—1943 годах Зуара находился под контролем Италии. Город упоминался также таким путешественником как Лев Африканский.
Здесь Муаммар Каддафи впервые провозгласил ливийскую «культурную революцию» в 1973 году.